# 941
941 је била проста година.

## Догађаји
- мај−септембар — Руско-византијски рат: Руси и њихови савезници, Печенези, под командом варјашког кнеза Игора I Кијевског, прелазе Црно море са флотом од 1.000 бродова (40.000 људи) и искрцавају се на северној обали Мале Азије. Док се византијска флота бори против Арапа у Средоземном мору, руске снаге стижу до капија Цариграда. Цар Роман I Лакапин организује одбрану престонице и окупља 15 старих бродова (опремљених бацачима грчке ватре) под протовестијарем Теофаном. Византинци одбијају руску флоту (скоро је целу уништивши), али не могу да спрече освајаче да опљачкају залеђе престонице, упуштајући се на југ чак до Никомедије. У септембру, Јован Куркуас и Варда Фока Старији, два водећа генерала, уништавају руске снаге у Тракији. Игор успева, са само неколико бродова, да побегне у Каспијско језеро.

## Рођења
- Лотар Француски, западнофраначки краљ (у. 986)